# Magy, Szabolcs-Szatmár-Bereg
Magy  este un sat în districtul Baktalórántháza, județul Szabolcs-Szatmár-Bereg, Ungaria, având o populație de 995 de locuitori (2011). 

## Demografie
Componența etnică a satului Magy
     Maghiari (92,5%)
     Romi (7,5%)
Componența confesională a satului Magy
     Romano-catolici (34,67%)
     Greco-catolici (25,83%)
     Reformați (12,06%)
     Fără religie (7,64%)
     Necunoscută (18,89%)
     Luterani (0,9%)
     Alte religii (2,01%)
Conform recensământului din 2011, satul Magy avea 995 de locuitori. Din punct de vedere etnic, majoritatea locuitorilor (92,5%) erau maghiari, cu o minoritate de romi (7,5%). Nu există o religie majoritară, locuitorii fiind romano-catolici (34,67%), greco-catolici (25,83%), reformați (12,06%) și persoane fără religie (7,64%). Pentru 18,89% din locuitori nu este cunoscută apartenența confesională.